# كندا في دورة الألعاب البارابان الأمريكية 2023
من المقرر أن تتنافس كندا في دورة الألعاب البارابان الأمريكية 2023 في سانتياغو ، تشيلي من 17 نوفمبر إلى 26 نوفمبر 2023. وقد مثل البلاد 136 متنافسًا في 14 رياضة في ألعاب 2023.  
كان لاعب التنس على الكراسي المتحركة روب شو وراكبة الدراجات البارالمبية شيلي جوتييه حاملي علم البلاد خلال حفل الافتتاح . 
ولم يشارك الفريق الكندي في رياضات كرة القدم الخماسية (كرة القدم للمكفوفين) ورفع الأثقال والتايكوندو .

## الحائزون على الميداليات
الميداليات الذهبية
 
| الميدالية | الاسم                           | الرياضة                                                                          | الحدث                                       | التاريخ         |
| --------- | ------------------------------- | -------------------------------------------------------------------------------- | ------------------------------------------- | --------------- |
| ذهبية     | روبي ستيفنز                     | السباحة                                                                          | سباق 100 متر ظهر للسيدات – الفئة S6         | 18 تشرين الثاني |
| ذهبية     | ألكسندر هايورد                  | الدراجات                                                                         | سباق الزمن على الطريق للرجال – الفئة C1–5   | 19 تشرين الثاني |
| ذهبية     | ناثان كليمنت                    | الدراجات                                                                         | سباق الزمن على الطريق – الفئة المختلطة T1–2 | 19 تشرين الثاني |
| ذهبية     | أليسون ليفين                    | البوتشيا                                                                         | الفردي للسيدات – الفئة BC4                  | 22 تشرين الثاني |
| ذهبية     | أنتوني بوشار                    | ألعاب القوى                                                                      | سباق 100 متر للرجال – الفئة T52             | 23 تشرين الثاني |
| ذهبية     | ألكسندر هايورد                  | الدراجات                                                                         | المطاردة الفردية للرجال – الفئة C1–3        | 24 تشرين الثاني |
| ذهبية     | ميليسا بيمبل–تشب–هيغينز         | الدراجات                                                                         | المطاردة الفردية للسيدات – الفئة C1–3       | 24 تشرين الثاني |
| ذهبية     | منتخب كندا للسيدات في كرة الهدف | ويتني بوغارت، ميغان ماهون، إيما-لي هيذر، تريسي بالدك، إيمي بورك، مريم صالحي زاده | كرة الهدف                                   | بطولة السيدات   |
| ذهبية     | أليسون ليفين، إيوليان تشيوبانو  | البوتشيا                                                                         | الزوجي المختلط – الفئة BC4                  | 25 تشرين الثاني |

## المنافسون
فيما يلي قائمة بعدد المنافسين (حسب الجنس) المشاركين في الألعاب في كل رياضة/تخصص. 
| رياضة                          | الرجال | نحيف | المجموع |
| ------------------------------ | ------ | ---- | ------- |
| الرماية                        | 1      | 0    | 1       |
| ألعاب القوى                    | 9      | 7    | 16      |
| تنس الريشة                     | 6      | 3    | 9       |
| بوكيا                          | 5      | 3    | 8       |
| ركوب الدراجات                  | 4      | 3    | 7       |
| كرة الهدف                      | 6      | 6    | 12      |
| الجودو                         | 1      | 1    | 2       |
| إطلاق نار                      | 1      | 1    | 2       |
| كرة القدم 7 لاعبين             | 14     | 14   |         |
| سباحة                          | 8      | 6    | 14      |
| كرة الطاولة                    | 4      | 1    | 5       |
| كرة السلة على الكراسي المتحركة | 12     | 12   | 24      |
| الرجبي على الكراسي المتحركة    | 12     | 0    | 12      |
| تنس الكراسي المتحركة           | 4      | 2    | 6       |
| المجموع                        | 89     | 47   | 136     |

## الرماية
تأهلت كندا رياضيًا واحدًا إلى الألعاب ورشحت كايل تريمبلاي لهذا الدور في 12 سبتمبر 2023. 
| رياضي         | حدث             | جولة التصنيف | جولة التصنيف | Round of 16                             | ربع النهائي                     | الدور نصف النهائي                                           | النهائي / BM   | النهائي / BM |
| رياضي         | حدث             | نتيجة        | بذرة         | المعارضة نتيجة                          | المعارضة نتيجة                  | المعارضة نتيجة                                              | المعارضة نتيجة | رتبة         |
| ------------- | --------------- | ------------ | ------------ | --------------------------------------- | ------------------------------- | ----------------------------------------------------------- | -------------- | ------------ |
| كايل تريمبلاي | مجمع فردي مفتوح | 683          | 2            | Villavicencio (الإكوادور) · غرب 139–126 | Quesada (كوستاريكا) · ل 152–153 | نهائي الميدالية البرونزية · Sardina (المكسيك) · غرب 142–142 | الثالث         |              |

## ألعاب القوى
حصل فريق ألعاب القوى على 13 ميدالية جماعية وحقق 3 أرقام قياسية وطنية.  فازت شيريانا هاس ، أصغر متسابقة ألعاب قوى كندية في دورة الألعاب الأولمبية 2023، بالميدالية البرونزية في سباق 100 متر و200 متر للسيدات T47.  
| رياضي          | حدث          | نصف النهائي | نصف النهائي | أخير  | أخير |
| رياضي          | حدث          | نتيجة       | رتبة        | نتيجة | رتبة |
| -------------- | ------------ | ----------- | ----------- | ----- | ---- |
| أنتوني بوشار   | 100 متر T52  | 17.67       | الأول       |       |      |
| إشعياء كريستوف | 100 متر T54  | 14.69       | 2 س         | 14.78 | 4    |
| أنتوني بوشار   | 400 متر T52  | 1:03.15     | الثالث      |       |      |
| إشعياء كريستوف | 400 متر T54  | 50.42       | 3 س         | 49.53 | 6    |
| مايكل باربر    | 1500 متر T20 | 4:11.99     | الثاني      |       |      |
| ليام ستانلي    | 1500 متر T38 | 4:13.60     | الثاني      |       |      |

الأحداث الميدانية
| رياضي                | حدث                   | أخير  | أخير   |
| رياضي                | حدث                   | مسافة | موضع   |
| -------------------- | --------------------- | ----- | ------ |
| نوح فوتشيكس          | القفز الطويل T20      | 6.96  | الثالث |
| جيسي زيسو            | القفز الطويل T37/T38  | 5.78  | الثالث |
| ديفيد بامبريك        | دفع الجلة F35/F36/F37 | 10.83 | 5      |
| تشارلز ويليام بريدجز | دفع الجلة F55         | 8.19  | 8      |
| ديفيد بامبريك        | رمي القرص F37         | 32.52 | 5      |
| جيسي زيسو            | رمي القرص F37         | 52.32 | الثاني |
| تشارلز ويليام بريدجز | رمي الرمح F55         | 23.42 | 4      |
| أليستر ماكوين        | رمي الرمح F57         | 37.16 | 6      |

| رياضي        | حدث          | نصف النهائي | نصف النهائي | أخير    | أخير   |
| رياضي        | حدث          | نتيجة       | رتبة        | نتيجة   | رتبة   |
| ------------ | ------------ | ----------- | ----------- | ------- | ------ |
| شيراونا هاس  | 100 متر T47  | 12.76       | 1 س         | 12.56   | الثالث |
| ناتالي ثيرسك | 100 متر T38  | 14.32       | 2 س         | 14.31   | 4      |
| شيراونا هاس  | 200 متر T47  | 26.17       | 2 س         | 25.65   | الثالث |
| ناتالي ثيرسك | 400 متر T38  | 1:11.28     | 2 س         | 1:08.22 | 4      |
| كيغان جاونت  | 1500 متر T13 | 4:53.75     | 3           |         |        |

| رياضي         | حدث                      | أخير  | أخير   |
| رياضي         | حدث                      | مسافة | موضع   |
| ------------- | ------------------------ | ----- | ------ |
| تيانا ريسلينج | القفز الطويل T36/T37/T38 | 4.17  | الثالث |
| لورا كالوفيني | دفع الجلة F35/F36/F37    | 8.01  | 6      |
| شارلوت بولتون | دفع الجلة F40/F41        | 7.57  | 5      |
| لورا كالوفيني | رمي القرص F38            | 18.75 | 8      |
| رينيه فوسيل   | رمي القرص F38            | 35.01 | الثالث |
| شارلوت بولتون | رمي القرص F41            | 24.97 | الثالث |

## تنس الريشة
| Athlete                          | Event           | Preliminaries                              | Preliminaries                                    | Preliminaries                     | Preliminaries | Quarterfinals                             | Semifinals                                                     | Final / BM                                             | Final / BM      |
| Athlete                          | Event           | Opposition Result                          | Opposition Result                                | Opposition Result                 | Rank | Opposition Result                         | Opposition Result                                              | Opposition Result                                      | Rank            |
| -------------------------------- | --------------- | ------------------------------------------ | ------------------------------------------------ | --------------------------------- | --- | ----------------------------------------- | -------------------------------------------------------------- | ------------------------------------------------------ | --------------- |
| Mikhail Bilenki                  | Singles WH1     | Dominguez (كولومبيا) L 16–21, 10–21        | Palma (المكسيك) W 21–17, 21–15                   | —                                 | 2 Q | Montero (بيرو) W 18–21, 21–18, 21–17      | Cano (البرازيل) L 13–21, 9–21                                  | Bronze medal final Dominguez (كولومبيا) L 11–21, 19–21 | 4               |
| Bernard Lapointe                 | Singles WH2     | Godoy (البرازيل) L 8–21, 13–21             | Zambrano (المكسيك) W 21–17, 21–11                | Robledo (الأرجنتين) W 21–5, 21–12 | data-sort-value="" style="background: #ececec; color: #2C2C2C; vertical-align: middle; text-align: center; " class="table-na" \| —                           | Godoy (البرازيل) L 11–21, 16–21           | Bronze medal final Chaves (البرازيل) W 21–8, 21–4              | الثالث                                                 |                 |
| William Roussy                   | Singles SL3     | Vázquez (المكسيك) W 21–2, 21–7             | Cardoso (البرازيل) W 21–16, 21–8                 | —                                 | data-sort-value="" style="background: #ececec; color: #2C2C2C; vertical-align: middle; font-size: 95%; text-align: center; " class="table-na" \| تقدم تلقائي | Cardoso (البرازيل) W 21–8, 21–17          | Vinatea (بيرو) L 21–11, 18–21, 15–21                           | الثاني                                                 |                 |
| Pascal Lapointe                  | Singles SL4     | Torres (الأرجنتين) W 21–5, 21–8            | Cleto (البرازيل) W 21–18, 21–13                  | —                                 | data-sort-value="" style="background: #ececec; color: #2C2C2C; vertical-align: middle; text-align: center; " class="table-na" \| —                           | Oliveira (البرازيل) L 7–21, 7–21          | Bronze medal final Johann (البرازيل) L 11–21, 19–21            | 4                                                      |                 |
| Justin Kendrick                  | Singles SH6     | Dalmau (كوبا) L 16–21, 19–21               | Salva (بيرو) L 20–22, 15–21                      | Castillo (المكسيك) W 21–19, 21–16 | 3 | Did not advance                           | Did not advance                                                | Did not advance                                        | Did not advance |
| Wyatt Lightfoot                  | Singles SH6     | Krajewski (الولايات المتحدة) L 6–21, 10–21 | Mattos (الأرجنتين) W 21–5, 21–14                 | Coloma (تشيلي) W 21–5, 21–7       | 2 Q | Salva (بيرو) L 17–21, 21–19, 11–21        | Did not advance                                                | Did not advance                                        | Did not advance |
| Mikhail Bilenki Bernard Lapointe | Doubles WH1–WH2 | Barbosa / Cano (البرازيل) L 10–21, 17–21   | Palma / Zambrano (المكسيك) W 21–14, 17–21, 21–19 | —                                 | data-sort-value="" style="background: #ececec; color: #2C2C2C; vertical-align: middle; text-align: center; " class="table-na" \| —                           | Conceição / Godoy (البرازيل) L 6–21, 8–21 | Bronze medal final Fajardo / Vilcachagua (بيرو) L 16–21, 11–21 | 4                                                      |                 |

| رياضي              | حدث        | المقدمات                                 | المقدمات                             | المقدمات                                     | المقدمات                         | الدور نصف النهائي                                                  | النهائي / BM                                                            | النهائي / BM |
| رياضي              | حدث        | المعارضة نتيجة                           | المعارضة نتيجة                       | المعارضة نتيجة                               | رتبة                             | المعارضة نتيجة                                                     | المعارضة نتيجة                                                          | رتبة         |
| ------------------ | ---------- | ---------------------------------------- | ------------------------------------ | -------------------------------------------- | -------------------------------- | ------------------------------------------------------------------ | ----------------------------------------------------------------------- | ------------ |
| يوكا تشوكيو        | فردي WH1   | Evangelista (البرازيل) · فوز 21-7، 21-11 | Gomes (البرازيل) · دبليو 22-20، 21-4 | Burgos (بيرو) · W 21–13، 21–16               | 1 س                              | Burgos (بيرو) · ل 21-23، 21-19، 14-21                              | نهائي الميدالية البرونزية · Burnett (الولايات المتحدة) · فوز 21-5، 21-5 | الثالث       |
| أوليفيا ماير       | الفردي SL4 | Davis (باربادوس) · دبليو 21-13، 21-8     | Oliveira (البرازيل) · ل 15-21، 19-21 | 2 س                                          | Reis (البرازيل) · ل 10-21، 14-21 | نهائي الميدالية البرونزية · Ventocilla (بيرو) · أسبوع 21-13، 21-18 | الثالث                                                                  |              |
| كولين نيكول كلويتا | فردي SH6   | Velásquez (بيرو) · ل 8-21، 10-21         | Póveda (بيرو) · ل 2–21، 2–21         | Xavier (البرازيل) · أسبوع 21-18، أسبوع 21-13 | 3                                | لم يتقدم                                                           | لم يتقدم                                                                | لم يتقدم     |

| باسكال لابوينت أوليفيا ماير     | الزوجي SL3–SU5 | Bello / Llanes (كوبا) · W 25–23، 21–16 | Rodrigues / Ávila (البرازيل) · ل 14-21، 16-21       | 2                                         | لم يتقدم                                         | لم يتقدم | لم يتقدم |
| جاستن كندريك كولين نيكول كلويتا | الزوجي SH6     | Quispe / Póveda (بيرو) · ل 7-21، 3-21  | Krajewski / Simon (الولايات المتحدة) · ل 5-21، 7-21 | Salva / Fernandez (بيرو) · ل 10-21، 11-21 | Mattos / Loyola (الأرجنتين) · أسبوع 23-21، 21-19 | 4        | 4        |

### نتائج البوتشيا – الفردي
| الرياضي | الحدث | مباريات المجموعات | ربع النهائي | نصف النهائي | النهائي / مباراة البرونزية |
| ------- | ----- | ----------------- | ----------- | ----------- | -------------------------- |

#### لانس كرايدرمان – فردي BC1
- المنافس: كاسترو (بيرو) – فاز 8–5
- المنافس: سانشيز (المكسيك) – خسر 0–7
- الترتيب في المجموعة: الثاني – تأهل (Q)
- نصف النهائي:
  - المنافس: هايوارد (برمودا) – فاز 5–2
  - المنافس: سانشيز (المكسيك) – خسر 0–11

#### دانيك ألارد – فردي BC2
- المنافس: ديلغادو (الإكوادور) – فاز 11–1
- المنافس: كريستالدو (الأرجنتين) – فاز 7–2
- الترتيب في المجموعة: الأول – تأهل (Q)
- ربع النهائي: إعفاء (Bye)
- نصف النهائي:
  - المنافس: سايِس (السلفادور) – فاز 7–1
  - النهائي:
    - المنافس: سانتوس (البرازيل) – خسر 1–6

#### ريان روندو – فردي BC3
- المنافس: كارفاليو (البرازيل) – خسر 0–9
- المنافس: لوبيز (المكسيك) – خسر 2–3
- المنافس: روميرو (الأرجنتين) – خسر 4–6
- الترتيب في المجموعة: الرابع – لم يتأهل

#### إيوليان تشيوبانو – فردي BC4
- المنافس: مورا (المكسيك) – تعادل 2–2* (فاز بالتعادل)
- المنافس: سانتوس (البرازيل) – خسر 2–4
- الترتيب في المجموعة: الثاني – تأهل (Q)
- ربع النهائي:
  - المنافس: تايلور (الولايات المتحدة) – فاز 5–2
- نصف النهائي:
  - المنافس: غريساليس (كولومبيا) – خسر 2–4
- مباراة الميدالية البرونزية:
  - المنافس: ديسبالتر (كندا) – فاز 5–3

#### ماركو ديسبالتر – فردي BC4
- المنافس: كوستا (البرازيل) – فاز 3–2
- المنافس: بولاسيو (الأرجنتين) – فاز 9–1
- المنافس: غريساليس (كولومبيا) – خسر 1–7
- الترتيب في المجموعة: الأول – تأهل (Q)
- ربع النهائي:
  - المنافس: سانتوس (البرازيل) – فاز 5–2
- نصف النهائي:
  - المنافس: تشيكا (كولومبيا) – خسر 0–8
- مباراة الميدالية البرونزية:
  - المنافس: تشيوبانو (كندا) – خسر 3–5
- الترتيب النهائي: الرابع

| رياضي          | حدث     | مباريات البلياردو                       | مباريات البلياردو               | مباريات البلياردو           | مباريات البلياردو          | ربع النهائي                                          | الدور نصف النهائي | النهائي / BM   | النهائي / BM |
| رياضي          | حدث     | المعارضة نتيجة                          | المعارضة نتيجة                  | المعارضة نتيجة              | رتبة                       | المعارضة نتيجة                                       | المعارضة نتيجة    | المعارضة نتيجة | رتبة         |
| -------------- | ------- | --------------------------------------- | ------------------------------- | --------------------------- | -------------------------- | ---------------------------------------------------- | ----------------- | -------------- | ------------ |
| كريستين كولينز | فرد BC2 | Guzmán (تشيلي) · فوز 7-1                | Martínez (المكسيك) · ل 1-4      | 2 س                         | Duarte (السلفادور) · ل 0–5 | نهائي الميدالية البرونزية · León (الإكوادور) · ل 2–3 | 4                 |                |              |
| جويل جيريت     | فرد BC3 | Chastain (الولايات المتحدة) · دبليو 6-2 | Pancca (بيرو) · ل 1–8           | Oliveira (البرازيل) · ل 1–8 | 3                          | لم يتقدم                                             | لم يتقدم          | لم يتقدم       | لم يتقدم     |
| أليسون ليفين   | فرد BC4 | Urrejola (تشيلي) · فوز 13–0             | Navarrete (كولومبيا) · فوز 10–0 | 1 س                         | Manuel (المكسيك) · فوز 7-2 | Chica (كولومبيا) · فوز 4-2                           | الأول             |                |              |

| رياضي                                     | حدث            | مباريات البلياردو      | مباريات البلياردو     | مباريات البلياردو     | مباريات البلياردو | الدور نصف النهائي | النهائي / BM   | النهائي / BM |
| رياضي                                     | حدث            | المعارضة نتيجة         | المعارضة نتيجة        | المعارضة نتيجة        | رتبة              | المعارضة نتيجة    | المعارضة نتيجة | رتبة         |
| ----------------------------------------- | -------------- | ---------------------- | --------------------- | --------------------- | ----------------- | ----------------- | -------------- | ------------ |
| لانس كرايدرمان دانيك ألارد كريستين كولينز | الفريق BC1–BC2 | الإكوادور · دبليو 11–1 | البرازيل · دبليو 11-2 | 1 س                   | تشيلي · W 6–5     | البرازيل · ل 2–8  | الثاني         |              |
| ريان روندو جويل جيريت                     | أزواج BC3      | كولومبيا · ل 2–4       | البرازيل · ل 4–6      | غواتيمالا · دبليو 6-2 | 3                 | لم يتقدم          | لم يتقدم       | لم يتقدم     |
| يوليان تشيوبانو أليسون ليفين              | أزواج BC4      | الأرجنتين · فوز 9–0    | البرازيل · ل 1-4      | 2 س                   | المكسيك · W 4–3   | كولومبيا · و 3*–3 | الأول          |              |

| رياضي           | حدث                | نتيجة    | رتبة   |
| --------------- | ------------------ | -------- | ------ |
| ألكسندر هايوارد | سباق ضد الزمن C1–5 | 26:21.14 | الأول  |
| مايكل ساميتز    | سباق ضد الزمن C1–5 | 27:25.14 | الثالث |
| تشارلز مورو     | سباق ضد الزمن H1–5 | 31:46.65 | الثالث |
| ألكسندر هايوارد | سباق الطريق C1–3   | 1:18:03  | الثاني |
| مايكل ساميتز    | سباق الطريق C1–3   | 1:22:35  | 6      |
| تشارلز مورو     | سباق الطريق H3–5   | 1:43:56  | 4      |

| رياضي                    | حدث | نتيجة    | رتبة |
| ------------------------ | --- | -------- | ---- |
| ميليسا بيمبل-تشوب-هيجينز | سباق ضد الزمن C1–5 | 16:55.52 | 7    |
| كيلي تولز                | سباق ضد الزمن C1–5 | 15:34.08 | 4    |
| ميليسا بيمبل-تشوب-هيجينز | <span about="#mwt403" class="nowrap" data-cx="[{&quot;adapted&quot;:true,&quot;partial&quot;:false,&quot;targetExists&quot;:true,&quot;mandatoryTargetParams&quot;:[],&quot;optionalTargetParams&quot;:[]}]" data-mw="{&quot;parts&quot;:[{&quot;template&quot;:{&quot;target&quot;:{&quot;wt&quot;:&quot;بدون لف&quot;,&quot;href&quot;:&quot;./قالب:بدون لف&quot;},&quot;params&quot;:{&quot;1&quot;:{&quot;wt&quot;:&quot;Road race C1–3&quot;}},&quot;i&quot;:0}}]}" data-ve-no-generated-contents="true" id="mwBao" typeof="mw:Transclusion">Road race C1–3</span> | 1:17:08  | 4    |
| كيلي تولز                | سباق الطريق C4–5 | 1:47:18  | 5    |

| رياضي        | حدث                | نتيجة    | رتبة   |
| ------------ | ------------------ | -------- | ------ |
| ناثان كليمنت | سباق ضد الزمن T1–2 | 15:44.73 | الأول  |
| شيلي غوتييه  | سباق ضد الزمن T1–2 | 18:42.12 | 5      |
| ناثان كليمنت | سباق الطريق T1–2   | 58:02    | الثالث |
| شيلي غوتييه  | سباق الطريق T1–2   | 1:18:58  | 6      |

| رياضي           | حدث                | مؤهل     | مؤهل         | أخير                                                     | أخير   |
| رياضي           | حدث                | وقت      | رتبة         | المعارضة وقت                                             | رتبة   |
| --------------- | ------------------ | -------- | ------------ | -------------------------------------------------------- | ------ |
| ألكسندر هايوارد | مطاردة C1–3        | 3:27.860 | 1 هدف ميداني | Perea (كولومبيا) · و 3:26.642                            | الأول  |
| مايكل ساميتز    | مطاردة C1–3        | 3:33.121 | 3 فيسبوك     | نهائي الميدالية البرونزية · Muñoz (كولومبيا) · دبليو OVL | الثالث |
| ألكسندر هايوارد | سباق ضد الزمن C1–5 | 1:06.566 | الثالث       |                                                          |        |
| مايكل ساميتز    | سباق ضد الزمن C1–5 | 1:08.707 | 5            |                                                          |        |

نحيف
| رياضي                    | حدث                | مؤهل     | مؤهل         | أخير                                     | أخير   |
| رياضي                    | حدث                | وقت      | رتبة         | المعارضة وقت                             | رتبة   |
| ------------------------ | ------------------ | -------- | ------------ | ---------------------------------------- | ------ |
| ميليسا بيمبل-تشوب-هيجينز | مطاردة C1–3        | 4:13.725 | 2 هدف ميداني | Whitmore (الولايات المتحدة) · و 4:10.103 | الأول  |
| كيلي تولز                | مطاردة C4–5        | 3:46.931 | 1 هدف ميداني | Bosco (الولايات المتحدة) · ل 3:47.005    | الثاني |
| ميليسا بيمبل-تشوب-هيجينز | سباق ضد الزمن C1–5 | 37.565   | الثاني       |                                          |        |
| كيلي تولز                | سباق ضد الزمن C1–5 | 40.179   | 7            |                                          |        |

| فريق      | حدث          | مرحلة المجموعات | مرحلة المجموعات   | مرحلة المجموعات | مرحلة المجموعات    | مرحلة المجموعات          | مرحلة المجموعات | النهائي / BM                               | النهائي / BM |
| فريق      | حدث          | المعارضة نتيجة  | المعارضة نتيجة    | المعارضة نتيجة  | المعارضة نتيجة     | المعارضة نتيجة           | رتبة            | المعارضة نتيجة                             | رتبة         |
| --------- | ------------ | --------------- | ----------------- | --------------- | ------------------ | ------------------------ | --------------- | ------------------------------------------ | ------------ |
| رجال كندا | بطولة الرجال | فنزويلا · ل 1-2 | البرازيل · ل 1–11 | تشيلي · ل 1-2   | الأرجنتين · ل 0–10 | الولايات المتحدة · ل 0–6 | 6               | مباراة تحديد المركز الخامس · تشيلي · ل 1-2 | 6            |

- صامويل دِنتون
- كريستوفر فوسيت
- رايان واتسون
- نيكولاس هيفيرنان
- صامويل شارون
- دانتي ديل كول
- داستن هودجسون
- دانكن ماكدونالد
- دانيال وايت
- دييغو غيلبرت
- راجي كامون
- سيلفيو بوتنارو
- كواتيموك فلوريس
- آيزياه سميتون-كاتزنبرغ

## كرة الهدف
| فريق      | حدث           | مرحلة المجموعات        | مرحلة المجموعات    | مرحلة المجموعات  | مرحلة المجموعات | ربع النهائي      | نصف النهائي             | النهائي / BM                                   | النهائي / BM |
| فريق      | حدث           | المعارضة نتيجة         | المعارضة نتيجة     | المعارضة نتيجة   | رتبة            | المعارضة نتيجة   | المعارضة نتيجة          | المعارضة نتيجة                                 | رتبة         |
| --------- | ------------- | ---------------------- | ------------------ | ---------------- | --------------- | ---------------- | ----------------------- | ---------------------------------------------- | ------------ |
| رجال كندا | بطولة الرجال  | الولايات المتحدة ل 2–9 | فنزويلا دبليو 11–1 | الأرجنتين ل 4–5  | 3 س             | تشيلي فوز 9-1    | الولايات المتحدة ل 4–11 | مباراة الميدالية البرونزية الأرجنتين دبليو 6-2 | الثالث       |
| نساء كندا | بطولة السيدات | الولايات المتحدة ل 3-5 | بيرو دبليو 11–1    | تشيلي دبليو 10-1 | 2 س             | المكسيك فوز 10–0 | البرازيل فوز 4-2        | الولايات المتحدة W 4–3                         | الأول        |

- أحمد زيفيدافي
- ستيفن برايس باركر
- آرون بريفوست
- لورن بلير نيسبيت
- ألين دوغلاس ريبلي
- جيفري سكوت

- ويتني بوغارت
- ميغان ماهون
- إيما-لي هيذر
- تريسي بالدك
- إيمي بورك
- مريم صالحي زاده

## الجودو
| رياضي      | حدث     | Round of 16    | ربع النهائي    | الدور نصف النهائي | Repechage 1    | Repechage 2    | النهائي / BM   | النهائي / BM |
| رياضي      | حدث     | المعارضة نتيجة | المعارضة نتيجة | المعارضة نتيجة    | المعارضة نتيجة | المعارضة نتيجة | المعارضة نتيجة | رتبة         |
| ---------- | ------- | -------------- | -------------- | ----------------- | -------------- | -------------- | -------------- | ------------ |
| جاستن كارن | -60 كجم | لم تبدأ        | لم تبدأ        | لم تبدأ           | لم تبدأ        | لم تبدأ        | لم تبدأ        | لم تبدأ      |

| رياضي         | حدث     | Round of 16                    | ربع النهائي    | الدور نصف النهائي             | إعادة المباراة | النهائي / BM   | النهائي / BM |
| رياضي         | حدث     | المعارضة نتيجة                 | المعارضة نتيجة | المعارضة نتيجة                | المعارضة نتيجة | المعارضة نتيجة | رتبة         |
| ------------- | ------- | ------------------------------ | -------------- | ----------------------------- | -------------- | -------------- | ------------ |
| كريستينا موات | -57 كجم | González (الأرجنتين) · ل 00–10 | لم يتقدم       | Oliveira (البرازيل) · ل 00–10 | لم يتقدم       | لم يتقدم       |              |

## إطلاق نار
| رياضي       | حدث                                               | مؤهل  | مؤهل | أخير     | أخير     |
| رياضي       | حدث                                               | نتيجة | رتبة | نتيجة    | رتبة     |
| ----------- | ------------------------------------------------- | ----- | ---- | -------- | -------- |
| دوغ بليسين  | R4 – بندقية هوائية ثابتة SH2 بطول 10 أمتار        | 621.0 | 4 س  | 205.5    | 4        |
| خط تريمبلاي | R4 – بندقية هوائية ثابتة SH2 بطول 10 أمتار        | 614.1 | 8 س  | 113.8    | 8        |
| دوغ بليسين  | R5 – بندقية هوائية 10 أمتار في وضعية الانبطاح SH2 | 631.5 | 5 س  | 188.6    | 5        |
| خط تريمبلاي | R5 – بندقية هوائية 10 أمتار في وضعية الانبطاح SH2 | 615.8 | 9    | لم يتقدم | لم يتقدم |

## سباحة
نتائج سباقات السباحة
| الرياضي          | الحدث                 | التصفيات | الترتيب       | النهائي | الترتيب |
| ---------------- | --------------------- | -------- | ------------- | ------- | ------- |
| فليكس كوان       | 50 متر حرة – فئة S9   | 27.88    | الرابع (تأهل) | 28.00   | الخامس  |
| جاجديف جيل       | 50 متر حرة – فئة S10  | —        | —             | 25.72   | الرابع  |
| فرناندو لو       | 50 متر حرة – فئة S10  | —        | —             | 25.28   | —       |
| كاليب آرندت      | 50 متر حرة – فئة S13  | —        | —             | 27.66   | الخامس  |
| جاجديف جيل       | 100 متر حرة – فئة S10 | —        | —             | 56.90   | —       |
| فرناندو لو       | 100 متر حرة – فئة S10 | —        | —             | 57.18   | الرابع  |
| هانتر هيلبرغ     | 100 متر حرة – فئة S12 | 1:04.16  | السابع (تأهل) | 1:03.49 | السابع  |
| كونور بيسيت      | 200 متر حرة – فئة S14 | 2:10.23  | السادس (تأهل) | 2:09.26 | السادس  |
| جيسي كاني        | 200 متر حرة – فئة S14 | 2:13.83  | السابع (تأهل) | 2:11.58 | السابع  |
| تايسون ماكدونالد | 200 متر حرة – فئة S14 | 2:03.13  | الثالث (تأهل) | 2:01.61 | —       |
| فليكس كوان       | 400 متر حرة – فئة S9  | 5:04.87  | السابع (تأهل) | 5:01.08 | الثامن  |
| كاليب آرندت      | 400 متر حرة – فئة S13 | —        | —             | 4:58.55 | الخامس  |
| هانتر هيلبرغ     | 400 متر حرة – فئة S13 | —        | —             | 5:13.66 | السادس  |
| فليكس كوان       | 100 متر ظهر – فئة S9  | 1:14.95  | السابع (تأهل) | 1:15.37 | الثامن  |
| فرناندو لو       | 100 متر ظهر – فئة S10 | —        | —             | 1:11.07 | السادس  |
| هانتر هيلبرغ     | 100 متر ظهر – فئة S   |          |               |         |         |

| الرياضي/ـة     | الفعالية                      | التصفيات | النهائي |
| -------------- | ----------------------------- | -------- | ------- |
|                | الزمن                         | الترتيب  | الزمن   |
| جوردان تاكر    | 50 متر سباحة حرة – فئة S4     | 53.59    | 4 تأهل  |
| روبي ستيفنز    | 50 متر سباحة حرة – فئة S6     | لم تبدأ  | —       |
| مريم سليمان    | 50 متر سباحة حرة – فئة S8     | 39.87    | 12      |
| أليسون غوبيل   | 100 متر سباحة حرة – فئة S5    | 1:32.66  | 4 تأهل  |
| جوردان تاكر    | 100 متر سباحة حرة – فئة S5    | 2:03.48  | 11      |
| مريم سليمان    | 100 متر سباحة حرة – فئة S7    | 1:30.44  | 8 تأهل  |
| روبي ستيفنز    | 100 متر سباحة حرة – فئة S7    | 1:34.90  | 9       |
| أليسون غوبيل   | 200 متر سباحة حرة – فئة S5    | 3:28.16  | 6 تأهل  |
| إيما فان دايك  | 200 متر سباحة حرة – فئة S14   | 2:26.94  | 6 تأهل  |
| جوردان تاكر    | 50 متر سباحة ظهر – فئة S4     | 1:08.99  | 6 تأهل  |
| أليسون غوبيل   | 50 متر سباحة ظهر – فئة S5     | 55.91    | 7 تأهل  |
| روبي ستيفنز    | 100 متر سباحة ظهر – فئة S6    | —        | —       |
| مريم سليمان    | 100 متر سباحة ظهر – فئة S7    | —        | —       |
| جوستين موررييه | 100 متر سباحة ظهر – فئة S14   | 1:19.43  | 5 تأهل  |
| إيما فان دايك  | 100 متر سباحة ظهر – فئة S14   | 1:15.08  | 3 تأهل  |
| روبي ستيفنز    | 100 متر سباحة صدر – فئة SB5   | —        | —       |
| مريم سليمان    | 100 متر سباحة صدر – فئة SB7   | —        | —       |
| جوستين موررييه | 100 متر سباحة صدر – فئة SB14  | —        | —       |
| جوردان تاكر    | 50 متر فراشة – فئة S5         | —        | —       |
| مريم سليمان    | 50 متر فراشة – فئة S7         | —        | —       |
| جوستين موررييه | 100 متر فراشة – فئة S14       | 1:15.14  | 5       |
| إيما فان دايك  | 100 متر فراشة – فئة S14       | 1:15.60  | 6       |
| جوردان تاكر    | 150 متر فردي متنوع – فئة SM4  | —        | —       |
| أليسون غوبيل   | 200 متر فردي متنوع – فئة SM5  | —        | —       |
| روبي ستيفنز    | 200 متر فردي متنوع – فئة SM6  | —        | —       |
| مريم سليمان    | 200 متر فردي متنوع – فئة SM7  | —        | —       |
| جوستين موررييه | 200 متر فردي متنوع – فئة SM14 | 2:50.15  | 8 تأهل  |
| إيما فان دايك  | 200 متر فردي متنوع – فئة SM14 | 2:46.27  | 5 تأهل  |

| رياضي                                            | حدث                                      | أخير    | أخير |
| رياضي                                            | حدث                                      | وقت     | رتبة |
| ------------------------------------------------ | ---------------------------------------- | ------- | ---- |
| جاغديف جيل فرناندو لو أليسون جوبيل ميريام سليمان | سباق التتابع الحر 4 × 100 متر 34 نقطة    | 4:56.88 | 5    |
| جاغديف جيل فرناندو لو أليسون جوبيل ميريام سليمان | سباق التتابع المتنوع 4 × 100 متر 34 نقطة | 5:38.28 | 6    |

## كرة الطاولة
| الرياضي      | الفعالية      | التمهيديات                    | دور الـ16                           | ربع النهائي                       | نصف النهائي                  | النهائي / مباراة الميدالية البرونزية | الترتيب      |
| ------------ | ------------- | ----------------------------- | ----------------------------------- | --------------------------------- | ---------------------------- | ------------------------------------ | ------------ |
| بيتر إيشروود | فردي – فئة C2 | رييس (المكسيك) – خسر 1–3      | فلوريس (تشيلي) – خسر 0–3            | إسبيندولا (البرازيل) – خسر 0–3    | مارسيان (البرازيل) – خسر 0–3 | —                                    | 5            |
| محمد مدثر    | فردي – فئة C4 | بابيس (البرازيل) – خسر 2–3    | سانشيز (المكسيك) – خسر 0–3          | —                                 | —                            | —                                    | 3 – لم يتأهل |
| إيان كينت    | فردي – فئة C8 | ماشكي (البرازيل) – خسر 1–3    | بيريز (الأرجنتين) – خسر 1–3         | مكار (الولايات المتحدة) – خسر 2–3 | —                            | —                                    | 4 – لم يتأهل |
| أسد سيد      | فردي – فئة C9 | ريفيرا (بورتو ريكو) – خسر 2–3 | واتسون (الولايات المتحدة) – خسر 1–3 | سارميينتو (الإكوادور) – فاز 3–0   | —                            | —                                    | 3 – لم يتأهل |

| رياضي        | حدث         | المقدمات                | المقدمات                      | المقدمات | الدور نصف النهائي         | النهائي / BM   | النهائي / BM |
| رياضي        | حدث         | المعارضة نتيجة          | المعارضة نتيجة                | رتبة     | المعارضة نتيجة            | المعارضة نتيجة | رتبة         |
| ------------ | ----------- | ----------------------- | ----------------------------- | -------- | ------------------------- | -------------- | ------------ |
| ستيفاني تشان | الفردي C6–7 | Perez (المكسيك) · ل 0–3 | Morales (كوستاريكا) · فوز 3-2 | 2 س      | Muñoz (الأرجنتين) · ل 0–3 | لم يتقدم       | الثالث       |

| رياضي                | حدث           | Round of 16                        | ربع النهائي                    | الدور نصف النهائي | النهائي / BM   | النهائي / BM |
| رياضي                | حدث           | المعارضة نتيجة                     | المعارضة نتيجة                 | المعارضة نتيجة    | المعارضة نتيجة | رتبة         |
| -------------------- | ------------- | ---------------------------------- | ------------------------------ | ----------------- | -------------- | ------------ |
| أسد سيد ستيفاني تشان | الزوجي C14–17 | Castro / Perez (المكسيك) · فوز 3-2 | Torres / Pérez (تشيلي) · ل 0–3 | لم يتقدم          | لم يتقدم       | لم يتقدم     |

## كرة السلة على الكراسي المتحركة
| فريق      | حدث           | مرحلة المجموعات    | مرحلة المجموعات     | مرحلة المجموعات     | مرحلة المجموعات | ربع النهائي         | نصف النهائي              | النهائي / BM                                   | النهائي / BM |
| فريق      | حدث           | المعارضة نتيجة     | المعارضة نتيجة      | المعارضة نتيجة      | رتبة            | المعارضة نتيجة      | المعارضة نتيجة           | المعارضة نتيجة                                 | رتبة         |
| --------- | ------------- | ------------------ | ------------------- | ------------------- | --------------- | ------------------- | ------------------------ | ---------------------------------------------- | ------------ |
| رجال كندا | بطولة الرجال  | تشيلي غرب 80–17    | فنزويلا غرب 82–42   | الأرجنتين غرب 56–49 | 1 س             | بورتوريكو غرب 88–31 | كولومبيا ل 53–64         | مباراة الميدالية البرونزية الأرجنتين غرب 70–62 | الثالث       |
| نساء كندا | بطولة السيدات | البرازيل غرب 61–44 | السلفادور غرب 69–17 | كولومبيا غرب 71–25  | 1 س             | الأرجنتين غرب 76–36 | الولايات المتحدة ل 56–62 | الثاني                                         |              |

قائمة الرجال
تم تسمية قائمة الفريق المكونة من 12 رياضيًا.
 
- نيكولا غونسِن
- غاريت أوستبتشَك
- روبرت هِدجز
- فنسنت دالاير
- بلايز موتوار
- كولِن هيغينز
- لي ميليميك
- تشاد جاسمان
- باتريك أندرسون
- جوناثان فيرميت
- تايلر ميلر
- ريد دِي إث

قائمة السيدات
- روزالي لالوند
- إلودي تيسيي
- آرن يونغ
- سيندي أويليت
- تمارا ستيفز
- بويزاند لاي
- تارا يانِس
- بيثاني جونسون
- كايدي داندونو
- صوفيا فاسي فهري
- ميلاني هوتِن
- دزيري إسحاق بِكتو

## الرجبي على الكراسي المتحركة
| فريق       | حدث          | مرحلة المجموعات     | مرحلة المجموعات    | مرحلة المجموعات | مرحلة المجموعات    | مرحلة المجموعات            | مرحلة المجموعات | نصف النهائي        | النهائي / BM             | النهائي / BM |
| فريق       | حدث          | المعارضة نتيجة      | المعارضة نتيجة     | المعارضة نتيجة  | المعارضة نتيجة     | المعارضة نتيجة             | رتبة            | المعارضة نتيجة     | المعارضة نتيجة           | رتبة         |
| ---------- | ------------ | ------------------- | ------------------ | --------------- | ------------------ | -------------------------- | --------------- | ------------------ | ------------------------ | ------------ |
| منتخب كندا | بطولة مختلطة | الأرجنتين غرب 63–30 | البرازيل غرب 62–41 | تشيلي غرب 60–27 | كولومبيا غرب 61–45 | الولايات المتحدة غرب 46–41 | 1 س             | البرازيل غرب 60–45 | الولايات المتحدة ل 51–57 | الثاني       |

تم تسمية قائمة الفريق المكونة من 12 رياضيًا.
 
- ريو كاندا كوفاتش
- ترافيس مورايو
- بايرون غرين
- مايك وايتهاد
- كودي كولدويل
- تريفور هيرشفيلد
- باتريس داجينيه
- باتريس سيمار
- أنتوني ليتورنو
- ماثيو ديبلي
- زاك ماديل
- إريك فورتادو رودريغيز

## تنس الكراسي المتحركة
| رياضي                    | حدث         | Round of 32                                  | Round of 16                                       | ربع النهائي    | الدور نصف النهائي | النهائي / BM   | النهائي / BM |
| رياضي                    | حدث         | المعارضة نتيجة                               | المعارضة نتيجة                                    | المعارضة نتيجة | المعارضة نتيجة    | المعارضة نتيجة | رتبة         |
| ------------------------ | ----------- | -------------------------------------------- | ------------------------------------------------- | -------------- | ----------------- | -------------- | ------------ |
| باري هندرسون             | أغاني فردية | Apaza (بيرو) · ل 4-6، 4-6                    | لم يتقدم                                          | لم يتقدم       | لم يتقدم          | لم يتقدم       | لم يتقدم     |
| توماس فينوس              | أغاني فردية | Chomba (بيرو) · فوز 6-1، 6-1                 | Stroud (الولايات المتحدة) · ل 3-6، 1-6            | لم يتقدم       | لم يتقدم          | لم يتقدم       | لم يتقدم     |
| باري هندرسون توماس فينوس | الزوجي      | Beltrán / Manzano (الإكوادور) · فوز 6–0، 6–3 | Ratzlaff / Stroud (الولايات المتحدة) · ل 1-6، 5-7 | لم يتقدم       | لم يتقدم          | لم يتقدم       |              |

| رياضي                              | حدث         | دور الـ16                                          | ربع النهائي                    | الدور نصف النهائي | النهائي / BM   | النهائي / BM |
| رياضي                              | حدث         | المعارضة نتيجة                                     | المعارضة نتيجة                 | المعارضة نتيجة    | المعارضة نتيجة | رتبة         |
| ---------------------------------- | ----------- | -------------------------------------------------- | ------------------------------ | ----------------- | -------------- | ------------ |
| Anne-Marie دولينار                 | أغاني فردية | Martínez (كولومبيا) · ل 0-6، 3-6                   | لم يتقدم                       | لم يتقدم          | لم يتقدم       | لم يتقدم     |
| ناتاليا لانوتشا                    | أغاني فردية | Valverde (كوستاريكا) · فوز 6-4، 7-5                | Bernal (كولومبيا) · ل 0–6، 2–6 | لم يتقدم          | لم يتقدم       | لم يتقدم     |
| Anne-Marie دولينار ناتاليا لانوتشا | الزوجي      | Mathewson / Phelps (الولايات المتحدة) · ل 0–6، 2–6 | لم يتقدم                       | لم يتقدم          | لم يتقدم       |              |

| رياضي                  | حدث         | دور الـ16                                               | ربع النهائي                          | الدور نصف النهائي                 | النهائي / BM   | النهائي / BM |
| رياضي                  | حدث         | المعارضة نتيجة                                          | المعارضة نتيجة                       | المعارضة نتيجة                    | المعارضة نتيجة | رتبة         |
| ---------------------- | ----------- | ------------------------------------------------------- | ------------------------------------ | --------------------------------- | -------------- | ------------ |
| ميتش ماكنتاير          | أغاني فردية | Molina (الإكوادور) · فوز 6-2، 6-3                       | Cayulef (تشيلي) · ل 3-6، 2-6         | لم يتقدم                          | لم يتقدم       | لم يتقدم     |
| روبرت شو               | أغاني فردية | Pérez (تشيلي) · فوز 6-3، 7-5                            | Silva (البرازيل) · فوز 6-4، 5-7، 6-3 | Cayulef (تشيلي) · ل 3-6، 7-5، 4-6 | الثاني         |              |
| ميتش ماكنتاير روبرت شو | الزوجي      | Bogdanov / Wagner (الولايات المتحدة) · ل 3-6، 6-3، 2-10 | لم يتقدم                             | لم يتقدم                          | لم يتقدم       |              |